# Ordonnaz
Ordonnaz település Franciaországban, Ain megyében. Lakosainak száma 146 fő (2022. január 1.). Ordonnaz Arandas, Bénonces, La Burbanche, Cheignieu-la-Balme, Conand, Innimond és Lompnas községekkel határos.

## Népesség
A település népességének változása:
| Lakosok száma | 191  | 116  | 115  | 131  | 154  | 152  | 141  | 138  | 136  | 146  |
|               | 1968 | 1982 | 1990 | 2006 | 2013 | 2015 | 2017 | 2019 | 2020 | 2022 |